# Marie-Antoine Carême
Marie-Antoine Carême či též Antonin Carême (8. června 1784, Paříž – 12. ledna 1833, Paříž) byl francouzský kuchař, jeden z nejslavnějších gastronomů 19. století a zakladatel tzv. haute cuisine. Rovněž také vynálezce dortíku zvaný suflé, smetanovo-jahodového dortu Charlotte Malakoff a některými je i považován za tvůrce smažených krájených brambor známých dnes jako hranolky, jejichž přesný původ je však nejasný. Byl osobním kuchařem Napoleona Bonaparta a později ruského cara Alexandra I.

## Život
Marie-Antoine Carême se narodil do mnohočetné rodiny, jako již 16. dítě pařížského kameníka. Vyučil se cukrářem u Sylvaina Baillyho v jeho Pâtisserie de Paris. Legenda (šířená zejména Alexandrem Dumasem) praví, že se nešťastně zamiloval do Baillyho dcery a chtěl kvůli tomu spáchat sebevraždu. Protože byl podzim a jedovaté rostliny již nerostly, zkusil se otrávit syrovými bramborovými hlízami. Aby se mu dobře jedly, nakrájel brambory na malé hranolky, osmahl je na pánvičce a osolil. Snědl jich čtvrt kila a šel si lehnout s vírou, že se již neprobudí. Ráno zjistil, že vynalezl svou první gastronomickou inovaci. K dalším, vytvořeným již ve vlastním podniku Pâtisserie de la rue de la Paix, patří cukrovinka soufflé. Carême ale změnil francouzskou kuchyni i tím, že ji založil na omáčkách a kořenění čerstvými bylinkami. Omáček vymyslel okolo stovky, k nejslavnějším patří například espagnole, velouté, allemande, béchamel, které jsou označovány za tzv. mateřské omáčky. Zjednodušil také jídelní lístek, chody rozdělil jen na polévku, maso se zeleninou, rybu, pečenou drůbež, saláty a zákusky. Jeho sláva ho přivedla do osobní kuchyně významného politika Charles Maurice de Talleyrand-Périgorda. Odtud vedla cesta k Napoleonovi, který mu dal za úkol vytvořit jídelníček, ve kterém se nebude celý rok opakovat žádné jídlo. Navíc měl vařit vždy pouze ze sezónních potravin. Obojí se Carêmovi podařilo. Po Napoleonově pádu si ho vyžádal car Alexandr I. do Petrohradu. Právě pro Alexandra I. Carême vymyslel slavný dort Malakoff, který došel obliby později zejména ve Spojených státech. Po návratu z Ruska do Paříže vařil pro bankéře Jamese Mayera Rothschilda. Velkým impulsem k šíření jeho slávy, ale i stylu vaření do světa, byl Vídeňský kongres (1814-1815), na němž vařil. Mnoho monarchů a státníků si z kongresu domů přivezlo krom jiného i představu o "vysoké kuchyni", kterou se poté doma snažili napodobovat.